# Owen Chase
Owen Chase (Nantucket, 7 ottobre 1797 – Nantucket, 7 marzo 1869) è stato un navigatore e scrittore statunitense, primo ufficiale della baleniera Essex ed autore del testo Narrazione del naufragio della Baleniera Essex di Nantucket che fu affondata da un grosso Capodoglio al largo nell'Oceano Pacifico.

## Biografia
Per gli storici moderni, la gioventù di Chase è avvolta in un alone di mistero. Molto probabilmente nacque a Nantucket, diventando ben presto un marinaio e raggiungendo il posto di primo ufficiale della Essex. Dopo aver ucciso svariati capodogli (nella stiva si trovavano 800 barili d'olio), incrociarono in rotte sconosciute un altro branco di questi animali. Uno di essi (Mocha Dick) sfondò una scialuppa e speronò varie volte la nave, facendola naufragare.
Per Chase e per il capitano, George Pollard, fu difficile sopravvivere; l'arrivo in un isolotto, settimane dopo, segna un momentaneo risollevamento delle speranze. Tuttavia si tratta di una piccola isola, dalle risorse limitate quindi, dopo pochi giorni, Chase e i suoi compagni si vedono costretti ad abbandonarla, riprendendo il mare nella speranza di trovare qualche nave in rotta in quel tratto di mare che potesse trarli in salvo. Tre membri dell'equipaggio decidono tuttavia di restare sull'isola in attesa dei soccorsi; si tratta di Seth Weeks, William Wright e Thomas Chapple.
Le tre lance partite dall'isola si separano nei giorni seguenti: prima tocca a quella dello stesso Chase separarsi dalle altre due; in seguito anche la lancia del capitano si separò dalla terza.
Durante il peregrinare alla deriva nell'oceano, le risorse si esaurirono progressivamente ed alcuni membri dell'equipaggio iniziarono a morire di stenti; il resto dell'equipaggio si vide costretto a cercare di sopravvivere attraverso atti di cannibalismo, cibandosi dei cadaveri dei propri compagni, destino comune ai sopravvissuti delle tre lance.
Pare che, messi alle strette dalla mancanza di cibo e acqua, i marinai delle lance separatesi da quella di Chase arrivarono alla drammatica decisione di sacrificare un compagno estratto a sorte per potersi nutrire e sopravvivere.
L'11 giugno Chase torna a Nantucket a bordo della baleniera Eagle, comandata dal CAPT William H. Coffin. Tornato a Nantucket, lavorò per diversi anni nelle baleniere. Dopo un po' si trasferì con la sua famiglia, e in vecchiaia fu dichiarato insano di mente. Perseguitato da mal di testa e incubi sulla Essex, morì dopo molti anni.

## Nei media
Owen Chase è interpretato da Chris Hemsworth nel film In the Heart of the Sea del 2015.